# 塔圖姆維爾 (伊利諾伊州)
塔圖姆維爾（英語：Tatumville）是位於美國伊利諾伊州亞歷山大縣的一個非建制地區。該地的面積和人口皆未知。

## 地理
塔圖姆維爾的座標為37°15′28″N 89°16′46″W / 37.25778°N 89.27944°W，而該地的平均海拔高度為113米（即371英尺）。